# Hôpital général de Québec
L'Hôpital général de Québec situé dans la municipalité de paroisse nommée Notre-Dame-des-Anges, enclavée dans l'arrondissement de La Cité–Limoilou, est le plus ancien bâtiment conventuel au pays. Il comprend la plus ancienne église, le plus ancien hospice toujours en fonction et le plus ancien cimetière de la ville de Québec.
Cet hôpital a été classé site historique en 1977. Certaines parties de ce territoire sont inscrites à l'Inventaire des sites archéologiques du Québec.

## Histoire: L'Hôpital général de Québec au temps des Augustines

### Fondation

#### La détermination de Mgrde Saint-Vallier
Lorsque le deuxième évêque de la Nouvelle-France, Mgr Jean-Baptiste de La Croix de Chevrières de Saint-Vallier (1653-1727), fonde l’Hôpital général de Québec, il réalise un projet envisagé depuis un bon moment par les dirigeants de la colonie française en Amérique. Cet établissement, calqué sur un modèle existant en France, est destiné à héberger les indigents, les invalides et les personnes âgées. La mendicité est interdite en Nouvelle-France. Les mendiants risquent le carcan et le fouet. Les personnes pauvres et âgées sont donc sans ressources dans la colonie naissante.
Pour établir son hôpital, l’évêque souhaite acquérir le couvent des Récollets érigé à l’écart de la ville de Québec, sur les bords de la rivière Saint-Charles. À cette époque, les religieux terminent la construction d’un second couvent en haute-ville. L’évêque réussit à les convaincre de lui vendre leur premier couvent même si leur intention était de le conserver. En mars 1692, Mgr de Saint-Vallier reçoit de Louis XIV des lettres patentes pour l’érection de l’Hôpital général. En septembre de la même année, il fait l’acquisition des installations des Récollets sur la rivière Saint-Charles. Il y fait conduire les pauvres et les invalides qui étaient jusque-là hébergés à la maison de la Providence dans la haute-ville de Québec. L’établissement est placé provisoirement sous la gouverne d’une sœur de la Congrégation de Notre-Dame et du Bureau de la Charité géré par des administrateurs laïcs.
Mgr de Saint-Vallier tente de convaincre les Augustines, fondatrices de l’Hôtel-Dieu de Québec, de prendre en charge le nouvel hôpital. Celles-ci invoquent d’abord leur manque d’effectifs et la pauvreté de leurs moyens, mais le prélat sait se faire convaincant. Le 1er avril 1693, quatre augustines, Marguerite Bourdon de Saint-Jean-Baptiste (1642-1706), Louise Soumande de Saint-Augustin (1664-1708), Geneviève Gosselin de Sainte-Madeleine (1667-1739) et Madeleine Bacon de la Résurrection (1653-1727), arrivent à l’Hôpital général. Huit ans plus tard, la nouvelle communauté deviendra autonome et ne relèvera plus de celle de l’Hôtel-Dieu.

#### Les premières installations
À leur arrivée, les Augustines adaptent les bâtiments des Récollets à leurs propres besoins ainsi qu’à ceux des personnes qui y résident depuis quelques mois. En 1710, l’évêque fait construire une aile pour l’hôpital et un presbytère qui deviendra son lieu de résidence. Quatre ans plus tard, il fait construire une apothicairerie en lieu et place de la maison que le gouverneur de la Nouvelle-France, Louis de Buade comte de Frontenac et de Palluau (1622-1698), avait érigée en 1677. En 1726, l’évêque soutient la construction d’un chœur pour les religieuses attenant à l’église. Il meurt l’année suivante, le 26 décembre. Il aura jeté les bases d’un établissement entièrement dédié aux pauvres qui survivra jusqu’à aujourd’hui. Un témoin de l’époque, l’historien jésuite Pierre-François-Xavier de Charlevoix (1682-1761), écrit : « L’Hôpital général est la plus belle maison du Canada, et elle ne déparerait point nos plus grandes villes de France ».

### Développements

#### Les loges
En 1717, à la demande de l’intendant Michel Bégon de la Picardière (1667-1747), Mgr de Saint-Vallier confie aux Augustines de l’Hôpital général le soin des femmes atteintes de maladie mentale. Elles construisent des loges qui servent de lieu d’accueil et de mise à l’écart de celles qu’on appelle alors les insensées. En 1723, un deuxième bâtiment est construit pour accueillir les hommes. Les Augustines s’acquitteront de cette fonction jusqu’à la création de l’asile de Beauport, en 1845.

#### Le pensionnat et autres sources de revenus
Les Augustines doivent diversifier leurs sources de revenus pour prendre soin des personnes qui leur sont confiées. Elles reçoivent de l’État deux seigneuries, Orsainville et Saint-Vallier, où elles implantent des fermes. Elles construisent un moulin à eau à proximité de l’hôpital et un autre à vent pour moudre le grain. En 1725, elles ouvrent un pensionnat pour jeunes filles et assurent leur formation générale, une mission qu’elles poursuivront jusqu’en 1868.

### La guerre de Sept Ans et la révolution américaine

#### La conquête britannique
Dès le début de la guerre de Sept Ans, en 1756, l’Hôpital général de Québec devient le lieu de soin des combattants. L’Hôtel-Dieu de Québec, en reconstruction après un grave incendie, n’est pas en mesure de les accueillir. La première année, en 1756, 6 000 soldats débarquent de France. À leur arrivée, 600 d’entre eux souffrent du typhus. Soignés à l’Hôpital général, ils occupent les salles de la communauté, l’infirmerie des religieuses et même l’église. Sur les trente religieuses que compte le monastère, vingt-deux tombent malades, sept d’entre elles meurent. Au cours des deux années qui suivent, 700 militaires et matelots arrivés dans les mêmes circonstances décèdent à l’hôpital.
Les troupes britanniques commencent le siège de Québec en juillet 1759. Les Augustines et les Ursulines de la haute-ville se réfugient à l’Hôpital général situé hors de portée des boulets et des bombes. La population y trouve également refuge et les combattants, sans distinction de leur camp, s’y font soigner. Devant un tel dévouement, le général James Wolfe (1727-1759), commandant des forces britanniques, écrit en août 1759 une lettre de remerciements à la sœur dépositaire responsable des soins.
Au terme de la bataille des plaines d’Abraham, le 13 septembre 1759, les soldats blessés des deux armées et les miliciens sont emmenés par centaines à l’Hôpital général. Ceux qui meurent de leurs blessures sont inhumés sur place. En avril de l’année suivante, les combattants de la bataille de Sainte-Foy y sont aussi transportés. En tout 1 063 combattants reposent dans le cimetière et dans des fosses communes sur les terrains de l’hôpital. En 2001, le gouvernement du Québec y aménage un monument commémoratif. Le commandant des troupes françaises, Louis-Joseph de Saint-Véran, marquis de Montcalm (1712-1759), décédé des suites de ses blessures le 14 septembre 1759, repose également dans ce cimetière depuis la translation de ses restes en 2001 (il reposait jusque-là dans la chapelle des Ursulines).

#### La guerre des Bostonnais
Le 14 novembre 1775, les révolutionnaires de la Nouvelle-Angleterre commandés par le colonel Benedict Arnold (1741-1801) arrivent aux portes de Québec. Ils ont résolu de s’emparer de la colonie passée aux mains des Britanniques quinze ans plus tôt. Tandis qu’un deuxième contingent, commandé par le général Richard Montgomery (1738-1775), vient de s’emparer de Montréal, le colonel Arnold réclame aux Augustines de l’Hôpital général de Québec le logement pour une partie de son armée. Ses hommes occupent les lieux en attendant de passer à l’assaut de la ville le 31 décembre 1775. Après leur défaite, les blessés, parmi lesquels se trouve leur commandant, sont ramenés à l’Hôpital général pour y être soignés. Ils y passent l’hiver, toujours dans l’espoir de prendre la ville. Cependant, l’arrivée de renforts britanniques au printemps les oblige à renoncer définitivement à leur projet.

### Deux siècles d’essor
Aux 19e et 20e siècles, l’Hôpital général de Québec continue son essor. L’établissement s’agrandit tant du côté de l’hôpital que de celui du monastère. Le site de l’Hôpital général est érigé en municipalité en 1855 sous le nom de Notre-Dame-des-Anges. Cette municipalité demeure aujourd’hui la plus petite du territoire québécois. Au milieu du 19e siècle, les Augustines renoncent à leur mission de soin en santé mentale et au pensionnat pour se concentrer sur leurs fonctions premières auprès des personnes âgées et des pauvres. En 1873, elles fondent l’Hôtel-Dieu du Sacré-Cœur de Jésus de Québec destiné à accueillir les enfants abandonnés et les épileptiques. En 1884, elles fondent l’Hôtel-Dieu de Chicoutimi. En 1893, deux augustines de l’Hôpital général de Québec se rendent à Durban, en Afrique du Sud, pendant la guerre des Boers.
D’importants changements surviennent à partir de la deuxième moitié du 20e siècle. En 1965, à la suite du concile Vatican II, la règle de vie cloîtrée des sœurs est levée. Au cours de la décennie de 1960, l’hôpital devient un établissement public. Les Augustines le céderont définitivement à l’État, le 7 octobre 1999. Aujourd’hui, l’Hôpital général de Québec est un Centre hospitalier de soins de longue durée. Il poursuit la mission confiée aux Augustines en 1693 par Mgr de Saint-Vallier.

## Patrimoine
Le monastère de l’Hôpital général de Québec est l’un des sites patrimoniaux les plus importants du Canada. Son église et les sections bâties par les Récollets sont parmi les plus anciennes constructions du pays. Le cimetière des combattants est le seul cimetière de guerre sur le territoire canadien. L’ensemble du site ainsi que les archives et les collections de ce monastère sont classés en vertu de la Loi sur le patrimoine culturel du Québec. Les archives du monastère ainsi que celles des autres monastères des Augustines du Canada sont inscrites au Registre international de la Mémoire du monde de l’UNESCO .
Classé site historique en 1977, l'hôpital a été habité sans interruption depuis sa fondation. On y retrouve des éléments des siècles passés, comme des cellules de Récollets, les appartements de Frontenac, des armoires de pharmacie, des biens ayant appartenu à Mgr de Saint-Vallier, ainsi que des archives et diverses œuvres d'art, comme le tabernacle de 1722 par François-Noël Levasseur, une Assomption de la Vierge, peinte en 1670, et quelques tableaux de Joseph Légaré.

## Hommages
Le parc du Moulin-de-l'Hôpital a été nommé en l'honneur du moulin de l'Hôpital, à Québec, en 1998.

## Galerie

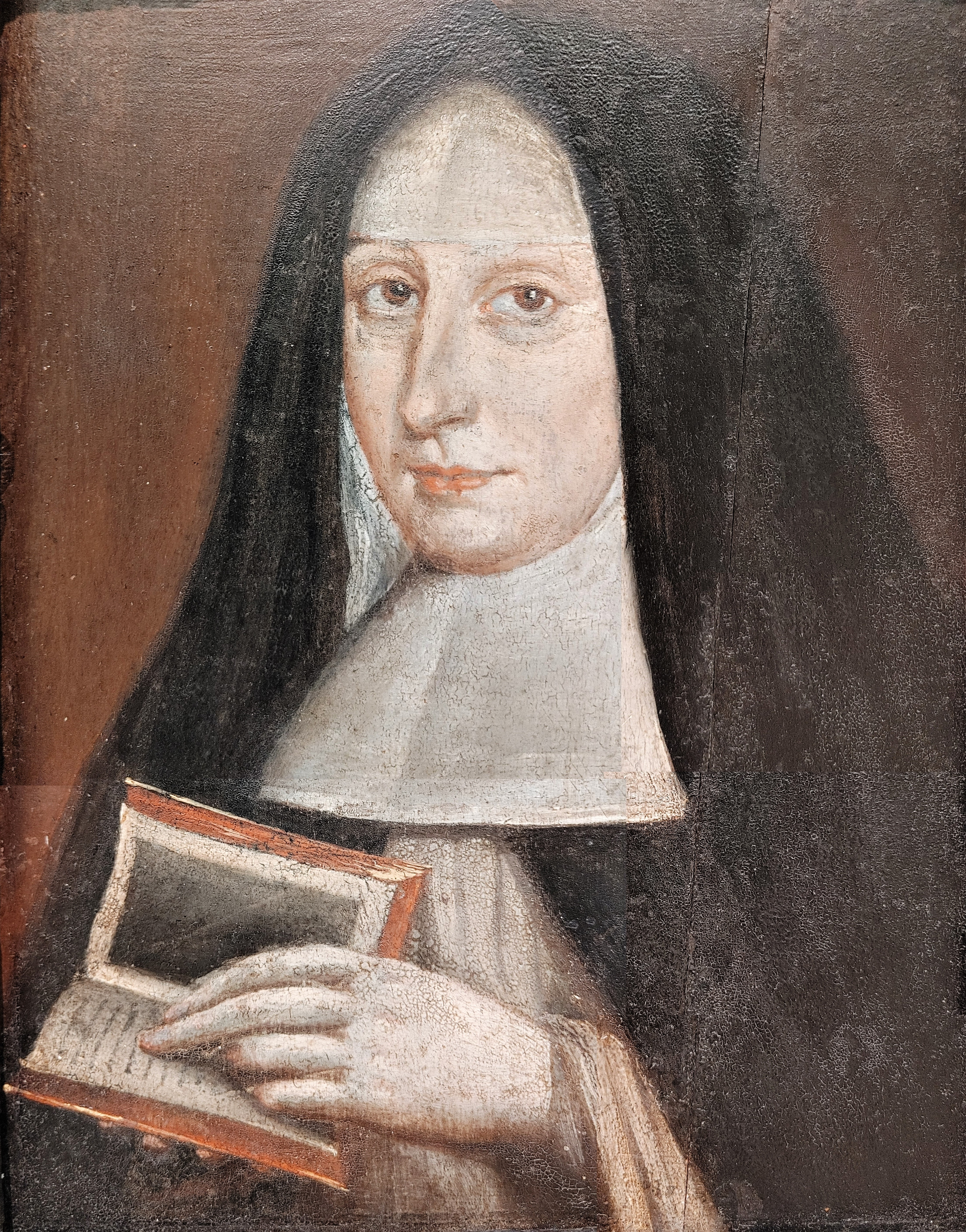
Louise Soumande de Saint-Augustin
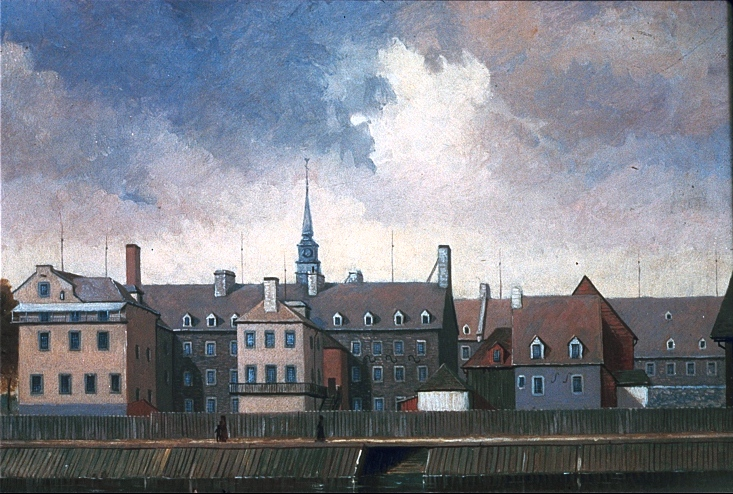
En 1887
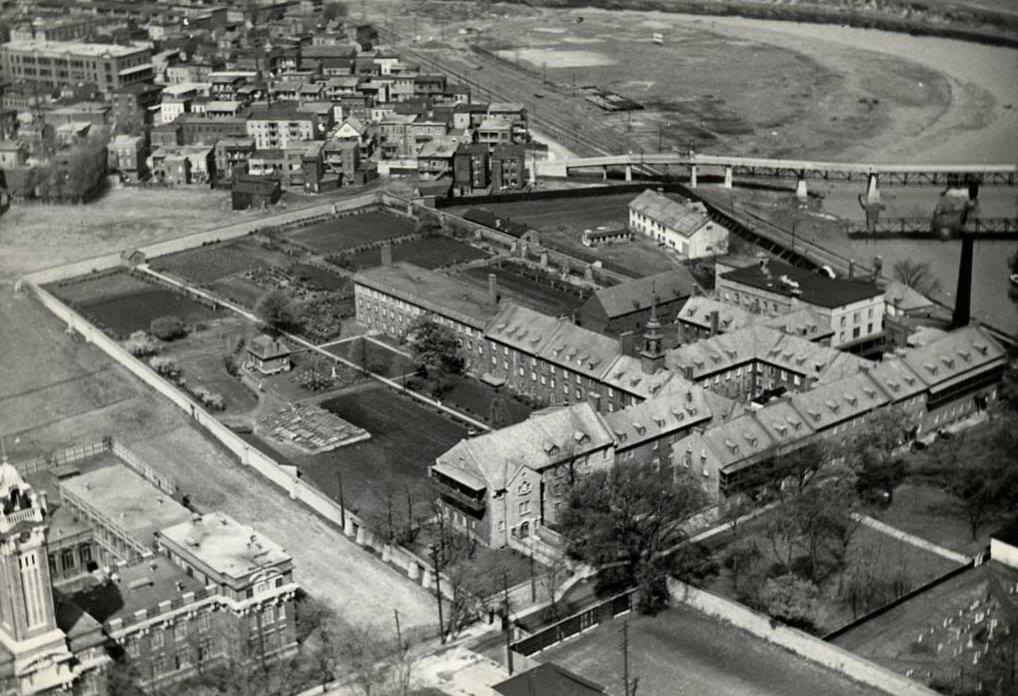
Vers 1940
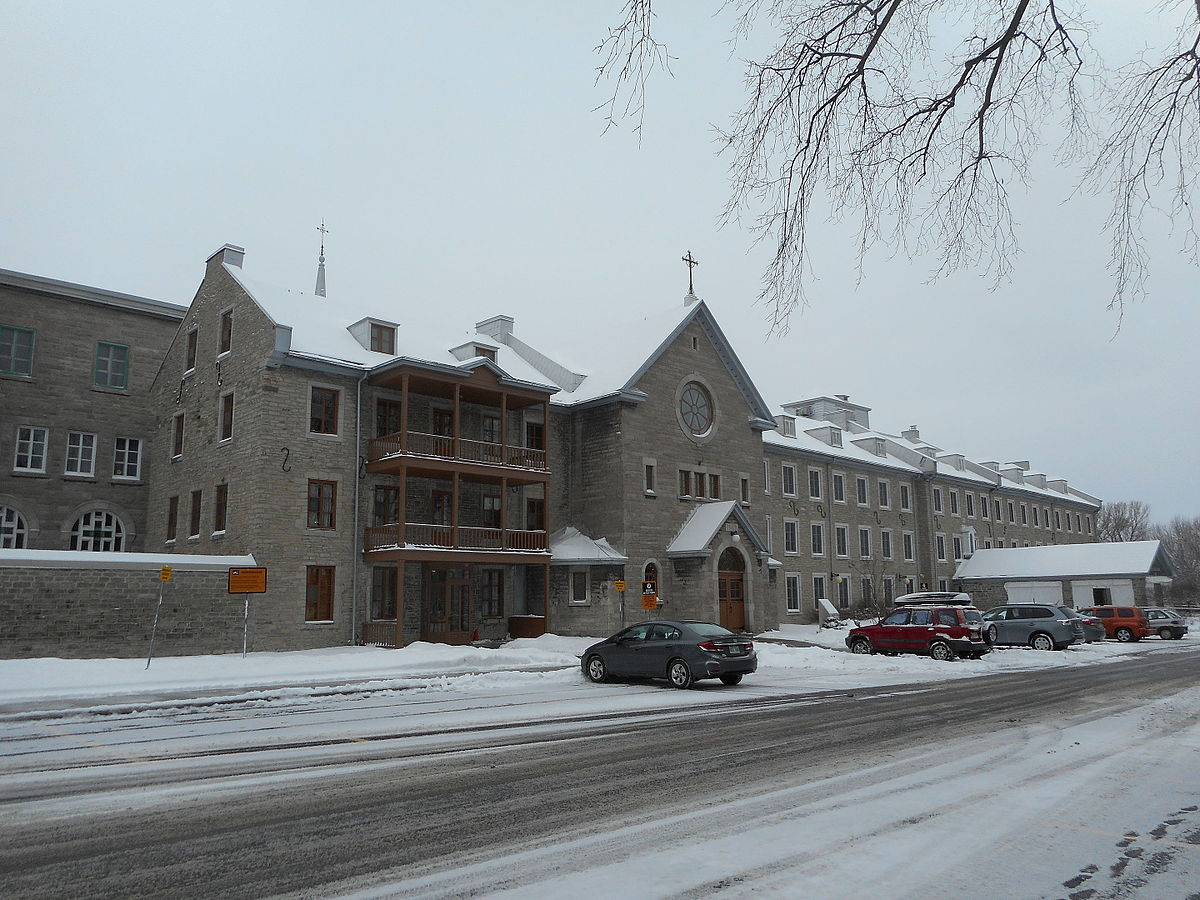
Hôpital général de Québec

## Publications historiques
- Répertoire des mariages de l'Hôpital général de Québec (Paroisse Notre-Dame-des-Anges) - 1693-1961, par Benoit Pontbriand, Société Canadienne de Généalogie (Québec), 35 p.
- Conférence vidéo Objets et lieux de mémoire au Monastère de l’Hôpital général de Québec. Une visite-privilège, 4e édition des Rendez-vous d'histoire de Québec[27].